# Non, je ne regrette rien
"Non, je ne regrette rien" (phát âm tiếng Pháp: [nɔ̃ ʒə nə ʁəɡʁɛt ʁjɛ̃], cách phát âm của Piaf phát âm tiếng Pháp: [nɔ̃ ʒə nə ʀəɡʀɛt ʀjɛ̃], có nghĩa là "Không, tôi không hối tiếc bất cứ điều gì") là một bài hát tiếng Pháp do Charles Dumont soạn nhạc năm 1956, với lời bài hát của Michel Vaucaire. Bản thu âm năm 1960 của Édith Piaf đã có bảy tuần đứng đầu bảng xếp hạng French Singles & Airplay Reviews.

## Bối cảnh
Nhà soạn nhạc của bài hát, Charles Dumont, nói trong cuốn sách Édith Piaf, Opinions publiques của Bernard Marchois (TF1 Editions 1995), rằng tựa đề gốc của Michel Vaucaire là "Non, je ne trouverai rien" (Không, tôi sẽ không tìm thấy gì cả) và rằng bài hát dành cho ca sĩ người Pháp Rosalie Dubois. Tuy nhiên, vì nghĩ đến Piaf, ông đã đổi tiêu đề thành "Non, je ne regrette rien" (Không, tôi không hối tiếc bất cứ điều gì).
Theo nhà báo Jean Noli trong cuốn sách của ông Édith (Éditions Stock 1973), khi Dumont và Vaucaire đến thăm nhà của Piaf tại Boulevard Lannes ở Paris vào ngày 24 tháng 10 năm 1960, bà đã tiếp đón họ một cách rất bất lịch sự và không thân thiện. Dumont đã nhiều lần cố gắng mời Piaf hát những sáng tác của mình, nhưng bà không thích chúng và đã từ chối hát chúng. Vào ngày hôm đó, bà rất tức giận vì quản gia Danielle của bà đã sắp xếp một cuộc gặp với hai người đàn ông mà không thông báo cho bà, vì vậy bà đã để họ đợi một giờ trong phòng khách của mình trước khi xuất hiện. Bà nói với họ rằng bà sẽ chỉ nghe một bài hát. Dumont đã hát Non, je ne regrette rien, và Piaf đã phản ứng cực kỳ tích cực, nói rằng "Đây là bài hát mà tôi đã chờ đợi. Nó sẽ là thành công lớn nhất của tôi! Tôi muốn nó cho buổi biểu diễn sắp tới của tôi tại L'Olympia!"
Piaf đã dành tặng bản thu âm bài hát của mình cho Binh đoàn Lê dương. Vào thời điểm ghi âm, Pháp đang tham gia vào một cuộc xung đột quân sự, chiến tranh Algérie (1954–1962) và Trung đoàn Lê dương Nhảy dù số 1—ủng hộ cuộc đảo chính thất bại năm 1961 chống lại tổng thống Charles de Gaulle và giới lãnh đạo dân sự của Algérie—đã sử dụng bài hát khi cuộc kháng chiến của họ bị phá vỡ. Ban lãnh đạo Trung đoàn bị bắt và bị xét xử nhưng các hạ sĩ quan, hạ sĩ và Binh đoàn Lê dương được giao cho các đơn vị Binh đoàn Lê dương khác. Khi rời doanh trại, họ đã hát bài hát, và giờ bài hát đã trở thành một phần di sản của Binh đoàn Lê dương và được hát khi họ diễu hành.

## Bản ghi âm khác
Bài hát đã được thu âm bởi các nghệ sĩ biểu diễn khác, bao gồm:
- Bản thân Piaf đã thu âm một phiên bản tiếng Anh với tựa đề No Regrets.
- Shirley Bassey vào năm 1965, (đạt vị trí thứ 39 trên bảng xếp hạng của Vương quốc Anh) và trong album Love Songs.
- Karen Akers trong album "Presenting Karen Akers" năm 1981.
- Ca sĩ người Đức Martinique phát hành phiên bản Disco/Synth-Pop "No Regrets (Non, Je Ne Regrette Rien)" vào năm 1984
- Bad Boys Blue năm 1989, trong album "The Fifth" đã thu âm một phiên bản tiếng Anh với tựa đề No Regrets.
- Ban nhạc rock Half Man Half Biscuit đã thu âm một phiên bản tiếng Anh năm 1991 với tựa đề No Regrets.
- La Toya Jackson trong buổi kịch thời sự của cô ở Moulin Rouge Formidable năm 1992.
- Emmylou Harris đã đóng góp một phiên bản tiếng Anh cho album "Tribute to Edith Piaf" của nhiều nghệ sĩ năm 1994.
- Elaine Paige trong album Piaf năm 1994, được phát hành trùng với vai diễn nhân vật chính của cô trong vở kịch cùng tên.
- Ca sĩ người Brazil Cássia Eller trong album Acústico MTV năm 2001.
- Vicky Leandros trong album "Zeitlos" (Vượt thời gian) năm 2010 được hát bằng tiếng Đức với tựa đề "Nein, ich bereue nichts" .
- Ban nhạc Cajun Steve Riley and the Mamou Playboys trong album Grand Isle năm 2011 của họ.
- Frances McDormand trong vai Captain DuBois hát bài hát trong Madagascar 3: Thần tượng châu Âu.
- Raquel Bitton hát "No Regrets" trong phim "Piaf..Her story..Her songs" và CD "Raquel Bitton sings Edith Piaf"

### Ngôn ngữ khác
- "Nej, jag ångrar ingenting" (tiếng Thụy Điển) bởi Anita Lindblom vào năm 1961
- "Ne oplakujem" (tiếng Croatia) bởi Tereza Kesovija vào năm 1962
- "Ne oplakujem" (tiếng Croatia) bởi Ana Štefok vào năm 1964
- "Ne, ne žalim ni za čim" (tiếng Serbia) bởi Lola Novaković vào năm 1964
- "Nej, jag ångrar ingenting" (tiếng Thụy Điển) bởi Gun Sjöberg vào năm 1966
- "Nelituj" (tiếng Séc) bởi Světlana Nálepková vào năm 2005
- "Ne, ni mi žal" (tiếng Slovenia) bởi Aleš Polajnar vào năm 2014
- "No dico no" (tiếng Ý) bởi Dalida
- "No me puedo quejar" (tiếng Tây Ban Nha) bởi Dalida
- "Nah de Nah" (tiếng Tây Ban Nha) bởi Javiera Mena
- "Nem, nem bánok semmit sem" (tiếng Hungary) bởi Vári Éva
- Elvina Makarian (Ca sĩ nhạc Jazz huyền thoại người Armenia).

## Trong văn hóa đại chúng
- Tại Vương quốc Anh, bài hát đã từng gắn liền với cựu chính trị gia Đảng Bảo thủ Norman Lamont, cựu Bộ trưởng Tài chính, người đã trích dẫn tiêu đề của bài hát để tóm tắt sự nghiệp chính trị của mình.[3]
- Bài hát được cựu binh thuộc địa Hà Lan Johan Cornelis Princen (còn được biết là Poncke Princen) coi là "bài quốc ca cá nhân".[4]
- Bài hát được sử dụng trong nhiều bộ phim, bao gồm Bull Durham (1988); bộ phim của Doris Dörrie Nobody Loves Me [de] (1994); Babe: Pig in the City (1998); bộ phim của Bernardo Bertolucci Những kẻ mộng mơ (2003), bộ phim của anh em nhà Coen Intolerable Cruelty, phim Monamour năm 2005, phim Piaf Her story Her songs năm 2006, phim tiểu sử tội phạm Pháp Mesrine (2008), Valiant (2005), một bộ phim hoạt hình của Anh về Thế chiến thứ hai; Inception (2010),trong đó bài hát được kết nối với hypnic jerk;[5] và Madagascar 3: Thần tượng châu Âu (2012).
- Bài hát có trong bộ phim tiểu sử La Vie en Rose, kể về câu chuyện của Édith Piaf (do nữ diễn viên người Pháp Marion Cotillard thể hiện)
- Một phiên bản tiếng Tây Ban Nha của bài hát do Javiera Mena thể hiện được phát trong phần cuối của bộ phim Chile năm 2012 Young and Wild.
- Bài hát có trong nhiều tập của các chương trình truyền hình và chương trình trực tuyến, bao gồm mùa 11 tập 14 của Supernatural, mùa 4 tập 12 của The Good Wife, mùa 23 tập 13 của The Simpsons, mùa 3 tập 10 của Druck, mùa 2 tập 6 của Why Women Kill, mùa 3 tập 6 của In the Dark, phần cuối của tập 10 của mùa đầu tiên của loạt phim Ted Lasso, phim truyền hình SBS Hàn Quốc Cuộc chiến thượng lưu, mùa 2 tập 9 của loạt phim Preacher, mùa 1 tập 1 của Wednesday, và mùa 2 tập 1 và 10 của loạt phim Star Trek: Picard.
- Bài hát này đã được thêm vào trang web của The Boring Company khi 50.000 chiếc "mũ nhàm chán" được bán.[6][7]
- Lời bài hát có trong "Frühling in Paris" của Rammstein từ Liebe ist für alle da (2009).
- Bản ghi âm của Édith Piaf đã được sử dụng trong nhiều quảng cáo truyền hình, đáng kể là cho Specsavers và Zoflora.[8]

## Xếp hạng
| Bảng xếp hạng (1960–2012)         | Vị trí cao nhất |
| --------------------------------- | --------------- |
| Bỉ (Ultratop 50 Flanders)         | 6               |
| Bỉ (Ultratop 50 Wallonia)         | 1               |
| France (IFOP)                     | 1               |
| Italy (AFI)                       | 8               |
| Hà Lan (Single Top 100)           | 1               |
| Switzerland (Schweizer Hitparade) | 5               |